# Lijst van oorlogsmonumenten in Montferland
De Nederlandse gemeente Montferland heeft 8 oorlogsmonumenten. Hieronder een overzicht.
| Nr.                             | Object                                                     | Herdachte groep | Ontwerper                                                   | Onthulling       | Type            | Locatie                                  | Plaats                       | Coördinaten                   | Foto                                |
| ------------------------------- | ---------------------------------------------------------- | --- | ----------------------------------------------------------- | ---------------- | --------------- | ---------------------------------------- | ---------------------------- | ----------------------------- | ----------------------------------- |
| 477                             | Oorlogsmonument Didam                                      | vervolgden Nederland, militairen in dienst van het Ned. Kon. na 1945, militairen in dienst van het Ned. Kon. 1940-1945, burgerslachtoffers | Albert Meertens (vogel), A.W.N. Giesen (zuil)               | 4 mei 1951       | beeld/sculptuur | Lieve Vrouweplein, 6942 BP               | Didam                        | 51° 56' 14" NB, 6° 7' 40" OL  | Meer afbeeldingen                   |
| 501                             | De Goede Herder                                            | vervolgden Nederland, burgerslachtoffers                                                                                                   | Herman van Remmen                                           | 12 december 1948 | overig          | Molenstraat, 7041 AE                     | 's-Heerenberg                | 51° 52' 35" NB, 6° 14' 50" OL | Meer afbeeldingen                   |
| 2301                            | Plaquette in het NS-station                                | burgerslachtoffers | Ir. H.G.J. Schelling (ontwerp), H.J. Winkelman (uitvoering) | 14 december 1948 | plaquette       | In privébezit sinds sloop station (2004) | Didam                        |                               | Plaquette in het NS-station         |
| 3341                            | Plaquette op de voormalige synagoge                        | vervolgden Nederland |                                                             |                  | plaquette       | Oudste Poortstraat 2, 7041 AR            | 's-Heerenberg                | 51° 52' 25" NB, 6° 14' 38" OL | Plaquette op de voormalige synagoge |
| 4253                            | Oorlogsmonument Lengel                                     | |                                                             | 1946             |                 | Antoniusstraat                           | Lengel                       | 51° 52' 54" NB, 6° 16' 4" OL  | Meer afbeeldingen                   |
| 4536                            | Canadees kanon op de Bleek                                 | |                                                             | 5 mei 2010       |                 | Molenpoortstraat                         | 's-Heerenberg                | 51° 52' 33" NB, 6° 14' 40" OL | Meer afbeeldingen                   |
|                                 | Oorlogsmonument Beek                                       | |                                                             |                  |                 | Arnhemseweg 6                            | Beek                         | 51° 54' 33" NB, 6° 11' 25" OL | Oorlogsmonument Beek                |
|                                 | Gedenksteen voor Willie Bleekman                           | |                                                             | 1 mei 1994       |                 | Hoofdstraat 6                            | Kilder                       | 51° 56' 14" NB, 6° 13' 55" OL | Meer afbeeldingen                   |
|                                 | Oorlogsmonument Zeddam                                     | |                                                             |                  |                 | Bovendorpsstraat                         | Zeddam                       | 51° 54' 6" NB, 6° 15' 7" OL   | Meer afbeeldingen                   |
|                                 | 7 Kochbunkers                                              | |                                                             |                  |                 |                                          | Kilder, Beek, Zeddam (5x)    |                               |                                     |
|                                 | Graf Burgerslachtoffers Beek (Jan, Wim en Bernhard Giezen) | burgerslachtoffers |                                                             |                  | grafmonument    | St. Martinusstraat, R. K. Begraafplaats  | Beek                         | 51° 54' 27" NB, 6° 11' 21" OL |                                     |
|                                 | Oorlogsgraven van het Gemenebest                           | geallieerde militairen |                                                             |                  | grafmonument    | St. Martinusstraat, R. K. Begraafplaats  | Beek                         | 51° 54' 27" NB, 6° 11' 21" OL |                                     |
|                                 | Informatiepaneel Duggan en Pullen                          | geallieerde militairen |                                                             |                  | Informatiebord  | Zeddamseweg / Kelreweg                   | Kilder                       | 51° 55' 54" NB, 6° 14' 22" OL |                                     |
|                                 | Verzetsmonument Azewijn                                    | verzet | Henk Welling                                                | 1 april 2021     |                 | Mattheüsplein                            | Azewijn                      |                               |                                     |
| Dit oorlogsmonument op Wikidata | Stolpersteine                                              | vervolgden Nederland | Gunter Demnig                                               |                  | plaquette       | Zie Stolpersteine in Montferland         | Didam, 's-Heerenberg, Zeddam |                               |                                     |

Aalten ·
Apeldoorn ·
Arnhem ·
Barneveld ·
Berg en Dal ·
Berkelland ·
Beuningen ·
Bronckhorst ·
Brummen ·
Buren ·
Culemborg ·
Doesburg ·
Doetinchem ·
Druten ·
Duiven ·
Ede ·
Elburg ·
Epe ·
Ermelo ·
Harderwijk ·
Hattem ·
Heerde ·
Heumen ·
Lingewaard ·
Lochem ·
Maasdriel ·
Montferland ·
Neder-Betuwe ·
Nijkerk ·
Nijmegen ·
Nunspeet ·
Oldebroek ·
Oost Gelre ·
Oude IJsselstreek ·
Overbetuwe ·
Putten ·
Renkum ·
Rheden ·
Rozendaal ·
Scherpenzeel ·
Tiel ·
Voorst ·
Wageningen ·
West Betuwe ·
West Maas en Waal ·
Westervoort ·
Wijchen ·
Winterswijk ·
Zaltbommel ·
Zevenaar ·
Zutphen